# Timaszowsk
Timaszowsk (ros. Тимашёвск) – miasto w Rosji, w Kraju Krasnodarskim, centrum administracyjne rejonu timaszowskiego.
Miasto położone 68 km od Krasnodaru, przy linii kolejowej Batajsk–Krasnodar.
Założone w 1794 przez kozaków kubańskich z timaszowskiego kurzenia przeniesionych tu z Siczy, od 30 grudnia 1966 status miasta.

## Współpraca
- Lethbridge, Kanada

## Wojsko
W mieście stacjonuje dowództwo i sztab 39 Samodzielnej Brygady Kolejowej.